# موسوعة علوم الفلسفة

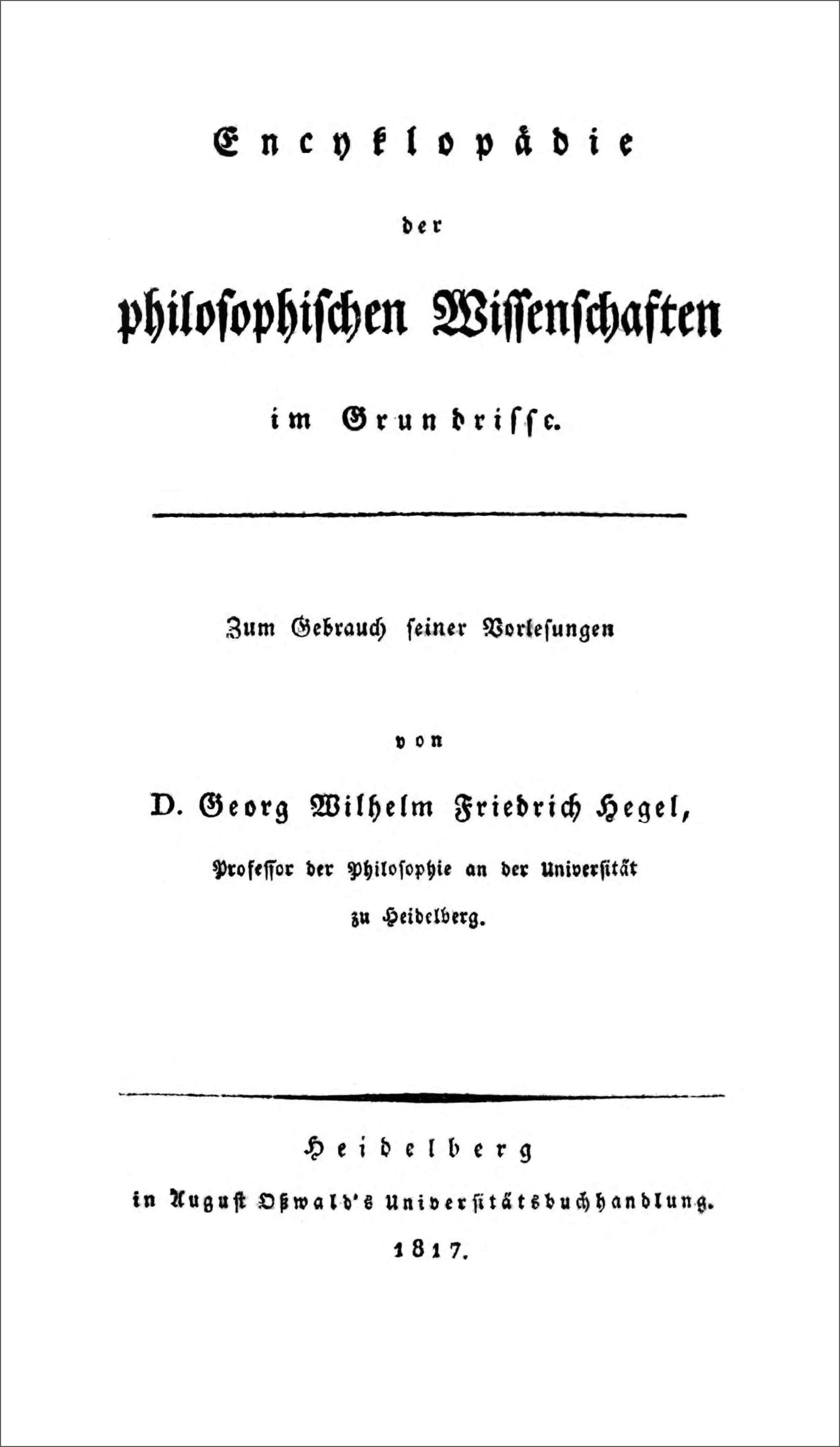

موسوعة العلوم الفلسفية من كتابة جورج فيلهلم فريدريش هيغل (نشرت لأول مرة في 1817، الطبعة الثانية 1827، الطبعة الثالثة  1830)، هو العمل الذي يقدم نسخة مختصرة من فلسفة هيغل المنهجية في مجملها، وهو الشكل الوحيد الذي نشره هيغل كامل بنظام فلسفي ناضج، والنظام المحكم يجعل الموسوعة بيان بامتياز للمثالية المطلقة.
قد نقح هيغل الموسوعة الموسعة على مدى أكثر من عقد من الزمان، وركز على دوره ك «كتاب مدرسي» في حاجة إلى توضيح عن طريق التعليق الشفوي، وذلك كمساعدة تربوية لحضور محاضراته. النص 1830 متاح على نطاق واسع في العديد من الترجمات الإنجليزية مع إضافات غريبة اضيفت بعد وفاته من قبل طلابه، مستمدة من مذكرات محاضراتهم. هذه الإضافات توسع على النص مع أمثلة وصور توضيحية، وبينما لا يأخذ العلماء زوساتز ليكون نسخا حرفية من محاضرات هيجل، فإن أسلوبهم غير الرسمي وغير التقني يجعلهم جيدين ل «التعليق الشفوي الضروري».
يشار إلى الجزء الأول من العمل في بعض الأحيان باسم المنطق الأقل (أو المنطق الأقصر) لتمييزه عن المنطق الأكبر، وهو المذهب المعطى لعلم هيجل المنطق.

## بناء
الموسوعة لديها ثلاثة أجزاء رئيسية، كل منها مقسمة إلى مزيد، والتي تهدف معا لتغطية جميع الجوانب الأساسية للواقع، وتشكيل وحدة منهجية مغلقة.
1. علم المنطق
2. الكينونة
3. الجوهر
4. المفهوم (الفكرة)
5. علم الطبيعة
6. علم الميكانيكا
7. علوم فيزيائية
8. العضوية
9. علم الجيست
10. الذاتوية
11. الموضوعية
12. الروح المطلقة

هيغل حريص على استخلاص منهجي كل فئة من الواقع («تقرير الفكر») من فكرة سابقتها، مع الانتهاء من نظام جلب الدائرة إلى نهايتها، مما يدل على وحدتها.

## نظرة عامة
يصف العمل نمط الفكرة كما يتجلى في التفكير الجدلي.
في حين يعتقد البعض أن فلسفة الطبيعة والعقل هي تطبيقات للمنطق، وهذا هو سوء الفهم. والغرض من الموسوعة هو وصفي: لوصف كيف للجيست (الروح أو العقل) تطور نفسها وعدم تطبيق الطريقة الجدلية في جميع مجالات المعرفة البشرية، ولكن الروح هي في طور النمو، مثل البذور تنمو إلى شجرة ناضجة: يمر عبر مراحل. يتم وصف المرحلة الأولى من تطور الروح في المنطق. وهكذا يقدم المنطق فئات الفكر كما هي في حد ذاتها؛ فهي الشروط الدنيا للتفكير في أي شيء على الإطلاق، والمفاهيم التي تعمل في خلفية كل تفكيرنا. هذه الفئات المنطقية تتحول إلى أن تكون ليست سوى روح نفسها. من أجل الحصول على ما هو شيء، يجب علينا التفكير في ذلك. أي كمية من الرصد سوف تجلب لنا إلى جوهر الأشياء. التفكير والكون ما يعادلها، والمنطق والميتافيزيقيا ما يعادلها أيضا. العنصر الأساسي من كل ذلك هو جيست. وبالتالي فإن نشاط التفكير لا يقل عن توضيح نفسها. (هكذا يمكن أن يقول هيجل أن المنطق هو فكر عقول الله قبل الخلق).
كما يعمل بشكل أكثر اكتمالا، فإنه يصل إلى النقطة حيث ببساطة لا يمكن أن تبقى كما هي؛ فهي غير مكتملة، وبالتالي فهي «أخرى» نفسها؛ هذا هو المكان الذي تبرز فيه فلسفة الطبيعة. عندما يتم الانتهاء من هذه المرحلة من تطورها، جيست «يعود» لنفسها، وهو ظهور فلسفة العقل.

## ترجمة باللغة الإنجليزية
ترجمات اللغة الإنجليزية من جميع الأجزاء الثلاثة متوفرة من مطبعة جامعة أكسفورد، مع كل جزء ملزمة ككتاب منفصل.

## فهرس
- The Encyclopaedia Logic: Part 1 of the Encyclopaedia of Philosophical Sciences, trans. T. F. Geraets, W. A. Suchting, and H. S. Harris (Indianapolis: Hackett, 1991).
- Philosophy of Nature (Part Two of the Encyclopaedia of Philosophical Sciences), trans. Michael John Petry, 3 vols., (London: George Allen and Unwin, 1970).
- Hegel's Philosophy of Mind: Being Part Three of the Encyclopaedia of Philosophical Sciences, trans. William Wallace (Oxford: Clarendon Press, 1971).